# Рубанок

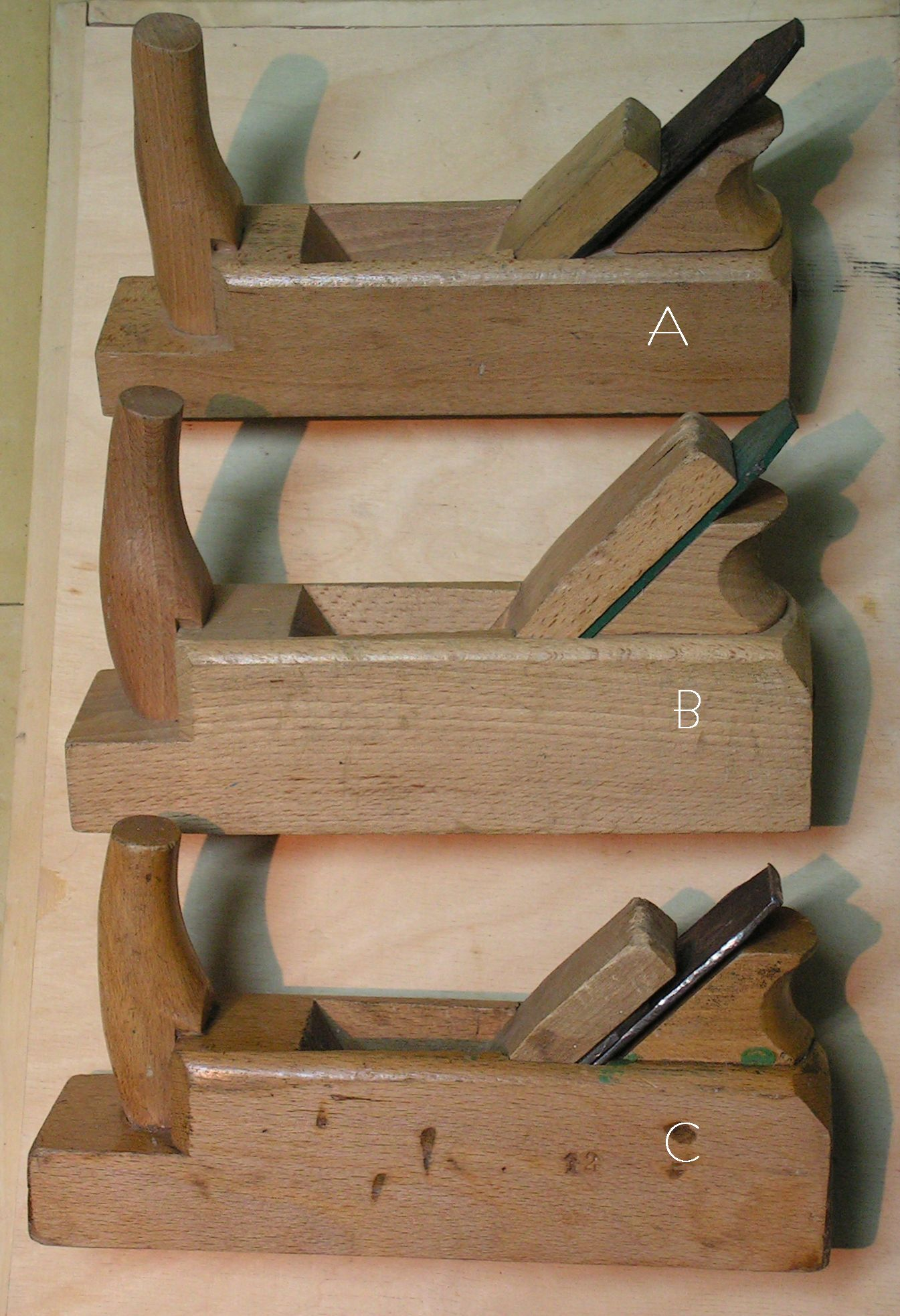
Деревянные рубанки.

Руба́нок (от нем. Raubank), рубан, рубаночек — ручной плотницкий и столярный инструмент, служащий для получения ровной поверхности дерева путём строгания. 
Рубанки в зависимости от назначения бывают самой разнообразной формы и конструкции, и используются плотником для придания поверхностям деревянных деталей нужной шероховатости (для сглаживания поверхности), прямолинейности, плоскостности, формы, уменьшения размеров деталей, а также для создания в деталях протяжённых выемок различной формы («четвертей», «шпунтов» и прочих). При каждом прохождении по поверхности рубанок срезает слой материала на толщину, определяемую величиной выдвижения («вылета») леза (резца).

## История
Со словом «рубить» название рубанка не связано, это типичный пример народной этимологии.
Рубанок — достаточно древнее изобретение человека (известны рубанки, найденные в Помпеях и относящиеся к I веку), хотя широко применяться он начал только в XV—XVI веках. Первые рубанки имели деревянную колодку, а лезвие фиксировалось деревянным клином.
В современной промышленности применяются электрорубанки, поскольку ручные рубанки не в состоянии обеспечить необходимую производительность. Несмотря на название, по принципу действия электрорубанки (по сути — фрезеры) не имеют ничего общего с ручными: в ручном рубанке лезвие отрезает и отгибает длинную ленточную стружку, а в электрическом вращающийся барабан с ножами вырезает короткую серпообразную, из-за чего поверхность после обработки электрорубанком имеет заметную волнистость.

## Конструкция и принцип действия

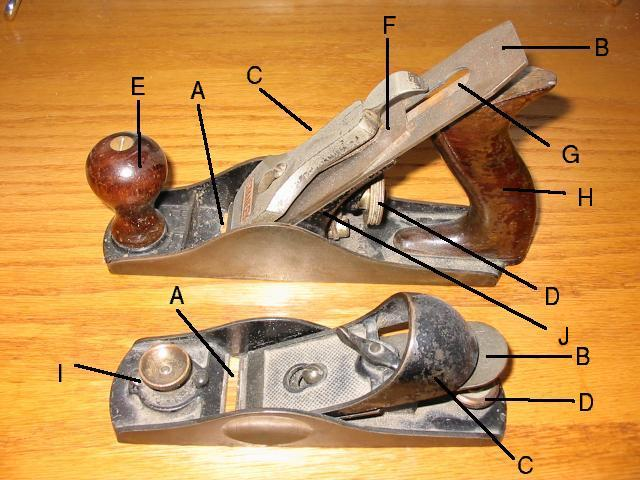
Элементы рубанка

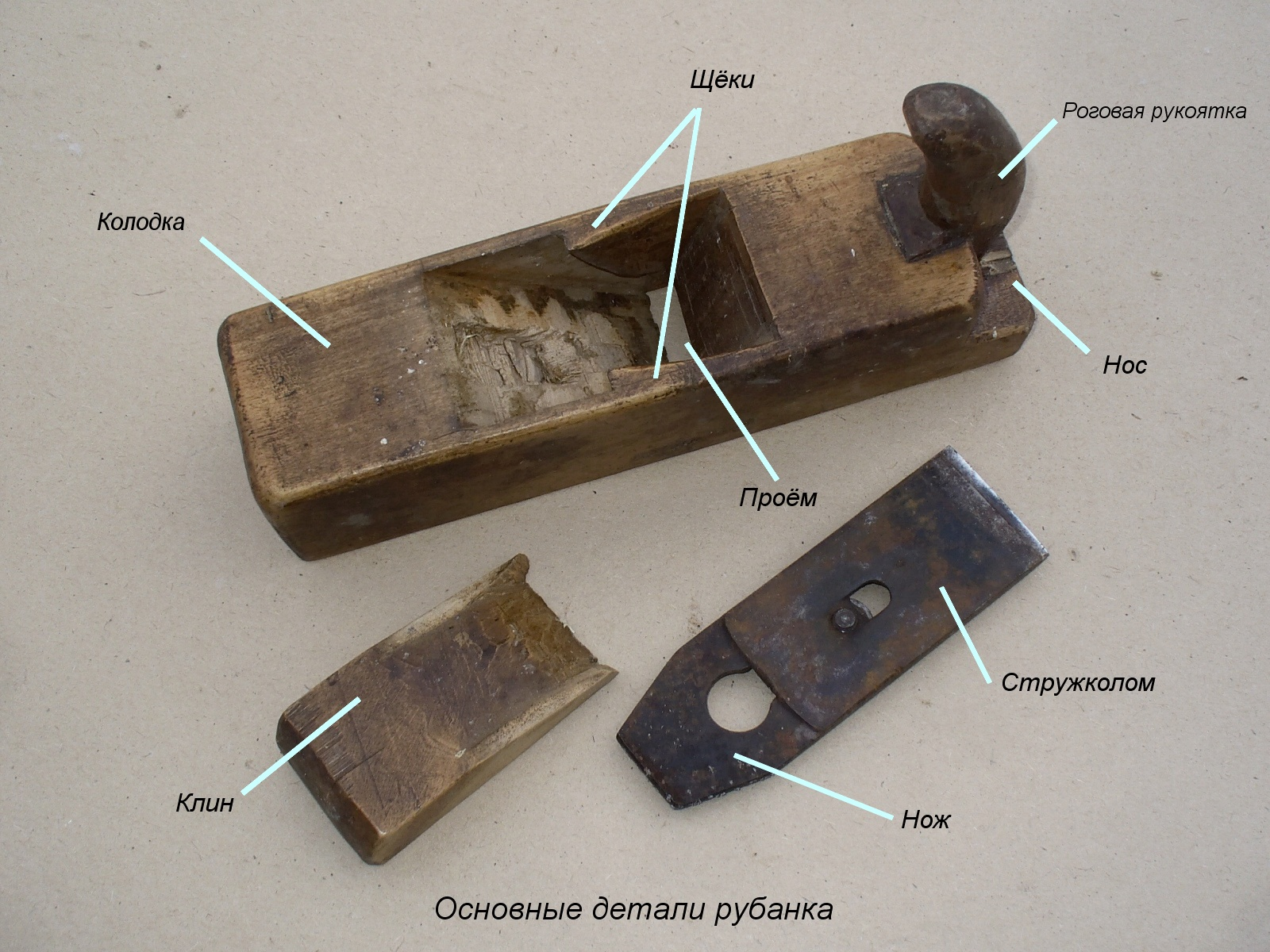
Элементы деревянного рубанка

Обычно рубанок состоит из заострённого металлического лезвия («резца», «железки»), расположенного под углом к обрабатываемой поверхности. Резец выдвинут из корпуса инструмента («колодки») через «леток» (или «ротик») на желаемую столяром глубину резания (зависит от желаемой чистоты и скорости обработки).
- A: лето́к — прорезь, через которую выступает резец, а также выходит стружка;
- B: резец (нож, профессиональн. — железка) — стальная заострённая пластина, режущая материал;
- C: клин (зажим) — прижимает резец к корпусу рубанка;
- D: регулятор глубины резания;
- E: рожок — передняя ручка;
- F: стружколоматель, заворачивающий и отламывающий стружку;
- G: регулятор равномерности резания по ширине рубанка;
- H: упор — задняя ручка;
- I: упор для указательного пальца;
- J: лягушка — пластина, позволяющая регулировать угол наклона резца. Регулировка выполняется отвёрткой при снятом резце.

При движении рубанка вперёд железка врезается в поверхность дерева и стремится отколоть слой, в чём ей препятствует прижим, создаваемый передним краем летка. Таким образом, стружка загибается вверх, переламывается и чисто подрезается у основания, а не скалывается. Чем круче загибается стружка, тем чище остроганная поверхность, поэтому в так называемых «двойных рубанках» на железку накладывается стружколо́м (фальшжелезка, горбатик). Пододвигая стружколом к режущей кромке, увеличивают крутизну залома и чистоту обработки. Также чистота обработки растёт с сужением летка.
От угла установки резца по отношению к подошве зависит чистота строгания и трудозатраты; в общем случае, чем этот угол круче, тем чище будет поверхность, потому что рубанок с круто поставленным ножом не скалывает, а скоблит. У инструментов для грубого строгания (шерхебелей, медведок) угол установки 45°, у одинарных рубанков — 48°, у двойных — 52°, у цинубелей и шлихтиков ещё больше.
Двойные рубанки с узким летком и стружоколомом не допускают больших вылетов резца и не могут снимать толстую стружку, которая застрянет в летке, таким образом, все меры, повышающие чистоту обработки, одновременно снижают её производительность и повышают трудоёмкость. Вследствие этого при обработке используются последовательно грубые рубанки (шерхебели), которыми удаляют самые крупные неровности после топора или пилы, снимают большие припуски, потом одинарные, затем, для окончательной обработки, двойные и изредка шлихтики.

## Разновидности

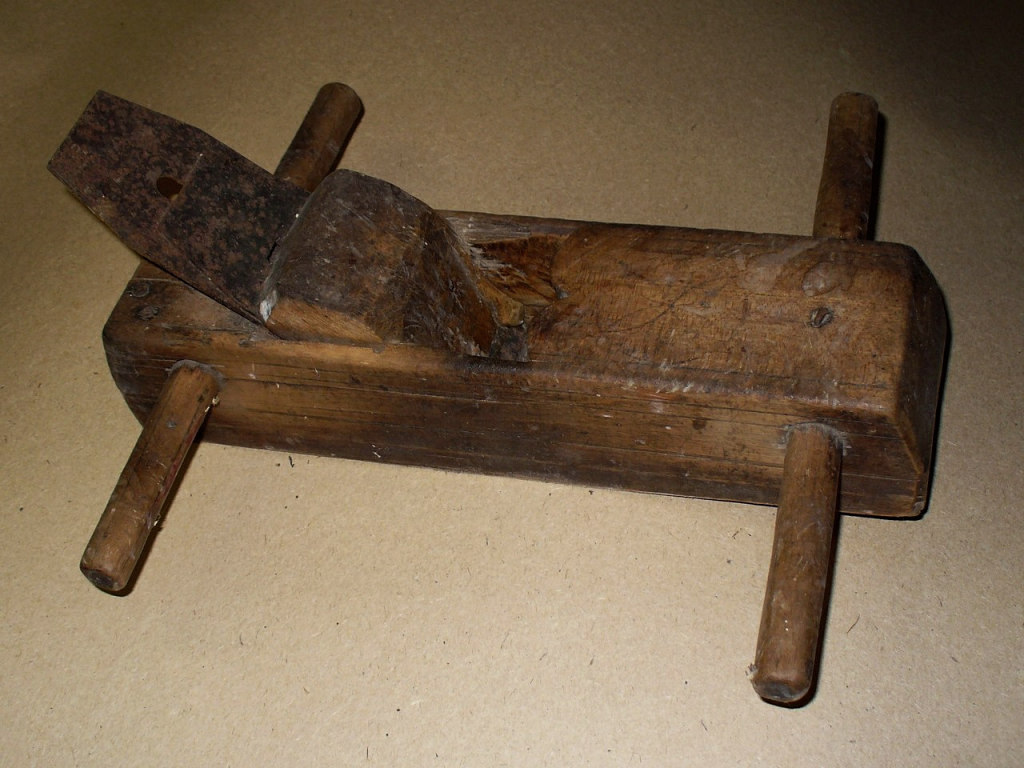
Медведка. Середина XX века. Витебская обл.

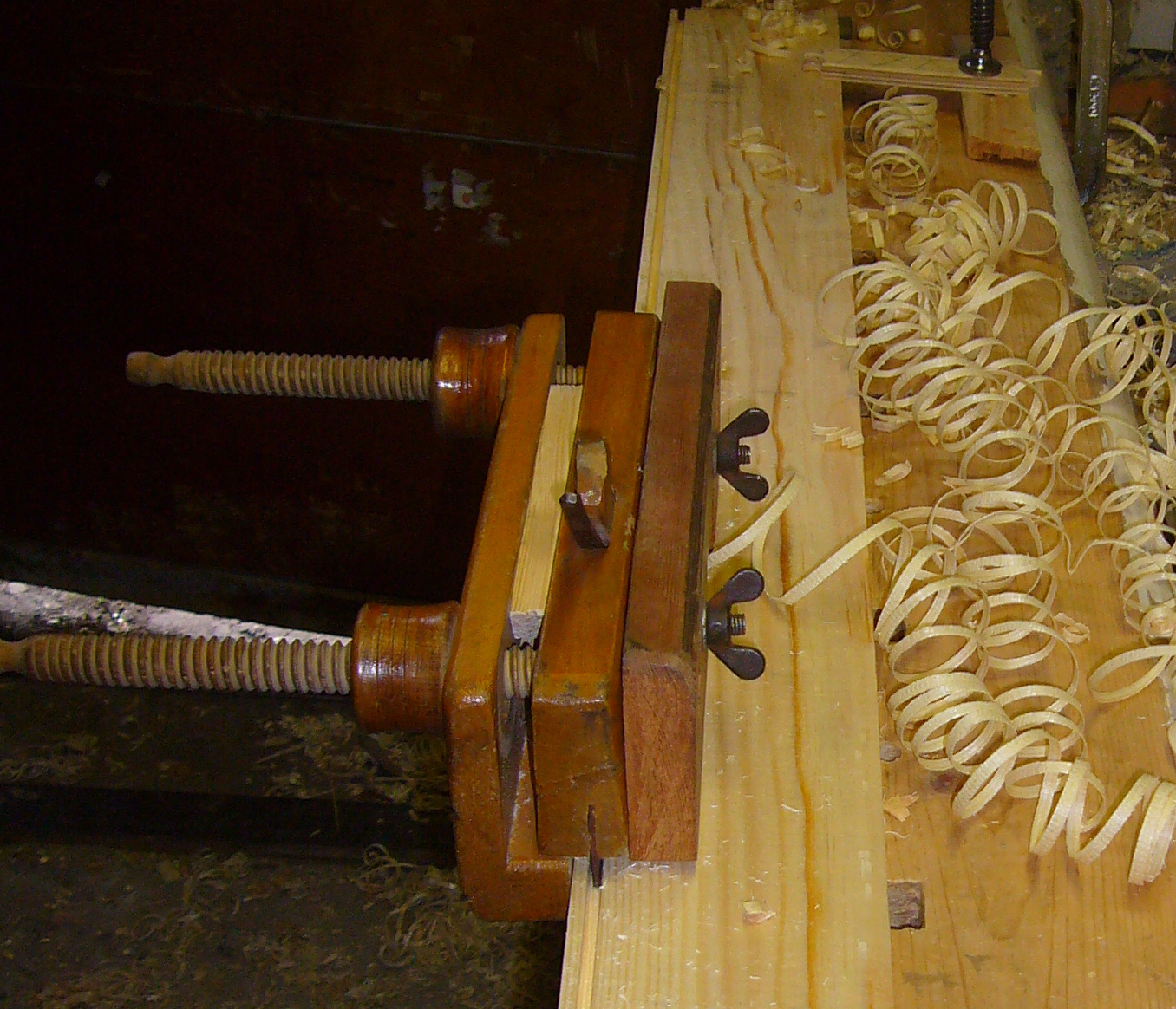
Шпунтубель с переставляемым боковым упором и упором глубины при строгании паза

Терминология в столярном деле неустойчива, поскольку исходно немецкие названия инструментов в разных областях передавались в русский язык по-разному.
В зависимости от вида строгания (плоского, профильного), размера колодок, профиля и угла установки ножа различают следующие рубанки:
- Га́лтель (галте́ль) — фигурный рубанок для строгания разного рода карнизов, багетов и тому подобного. Этот род рубанков изготовляется весьма разнообразных форм, причём каждому виду железки должна соответствовать своя форма колодки[9][10];
- Горбач, американка (с криволинейной колодкой) — для обработки криволинейных поверхностей (выпуклой, вогнутой). Горбачи делают как деревянные постоянной кривизны, так и используют американской разработки рубанки с подошвой из гибкой стальной пластины, радиус кривизны которой регулируется[11];
- Грунту́бель — применяют для выборки паза трапециевидного сечения поперёк волокон после того, как паз пропилен по бортам (краям) наградкой. Грунтубель состоит из колодки и вставленного сбоку резца в виде заострённого крючка. Резец закрепляют в колодке клином или винтом с барашком. Древесину из пропиленного паза часто выбирают долотом или стамеской, а грунтубелем зачищают только дно паза[12];
- Доборный рубанок имеет три полностью рабочих плоскости (слева, низ, справа) и минимальное расстояние между передней частью рубанка и непосредственно ножом;
- Калёвка — для обработки фигурных кромок;
- Медведка (удлинённый с двумя ручками и широкой, до 60 мм , железкой), одинарный и двойной (со стружколомателем) рубанок — для грубого строгания, инструмент скорее плотника, чем столяра. Медведкой работают вдвоём[11], например, при настилке деревянных полов убирают "ступеньки" между соседними досками;
- Отборник, зензу́бель — рубанок с узкой (10—30 мм) колодкой и особой формой летка (отверстия для выхода стружки). Имеет нож в форме прямоугольной лопатки с тремя режущими кромками — основной и двумя боковыми. Режущая кромка может быть поставлена как прямо, так и косо к оси колодки. Предназначен для обработки пазов и фальцев (четвертей) произвольных размеров[11];
- Торцовый рубанок — имеет косо поставленный нож для более чистого строгания, предназначен для строгания торцов древесины;
- Фальцге́бель (фальце́бель, фальцго́бель) — имеет ступенчатую колодку, предназначен для обработки фальцев (четвертей) в заданный размер, то есть прямоугольных выемок в кромках (например, выемок для стекла в оконных рамах)[13];
- Фуга́нок и полуфуганок — одинарный или двойной рубанок с длинной колодкой (500—750 мм и более) и широкой железкой (60 мм и более) для строгания больших плоскостей под линейку и пригонки (сфуговывания) длинных деталей. За счёт длины колодки и ширины железки обеспечивает высокую прямолинейность и плоскостность поверхностей[14];
- Цину́бель — с зазубренным лезвием для нанесения мелких дорожек на поверхностях склеивания деталей из твёрдых пород дерева[15];
- Шерхе́бель — рубанок для грубого строгания с углом установки резца 45°, заточки режущей кромки 32°, с плоской подошвой узкой (30 мм[16]) колодки и закруглённым лезвием;
  - Шуруп — по виду у́же, чем шерхебель, служит для первоначальной обработки поверхностей древесины. Железный резец у рубанка-шурупа не прямой, а скруглённый, так что при строгании получаются плоские длинные желобки[17] .
- Шлифтик (личник[18] , шли́хтик) — для особо чистого строгания после двойного рубанка, обычно имеет двойной нож (со стружколомом), поставленный под большим углом[11] (50° вместо обычных 45°);
- Шпунту́бель (шпунтго́бель[19]) — рубанок, предназначенный для выборки узких пазов, «шпунтов» шириной от 2 до 10 мм параллельно кромке детали. Как правило, имеет регулируемый упор на двух направляющих, позволяющий выдерживать расстояние от кромки до края паза. Имеет упорный выступ под ножом, что позволяет выбирать тонкий шпунт на большую глубину (нож не изгибается и не дрожит). Обычно в комплект входят несколько ножей различной ширины;
- Штабгобель (также встречается штаб, штап) — для придания деталям выпуклой закруглённой формы[20] кромка ножа и подошва колодки штабгобеля имеет вогнутую форму.

## Особенности строгания

Строгание деревянной заготовки по волокнам и навстречу волокон древесины

При строгании древесины по волокну образуются тонкие стружки и гладкая поверхность. При строгании навстречу волокон («взадор») режущая кромка врезается вглубь древесины и скалывает толстую стружку, поверхность обычно получается неровной с заусенцами. Строгание навстречу волокон выгодно при черновой обработке заготовки, так как на состругивание одинаковой толщины с заготовки требуется меньше усилий. Чистовую обработку нужно производить по волокнам. Направление волокон можно определить, рассматривая боковую поверхность заготовки.
В некоторых породах древесины со сложной структурой волокна на поверхности заготовки изменяют ориентацию на малых расстояниях, и поэтому неизбежно строгание навстречу волокон. При этом для получения гладкой поверхности необходимо очень острую и хорошо отрегулированную от перекоса железку выпускать на малую глубину.
Строгание поперек волокон, например, торцов заготовки, иногда называют «поперечным» строганием. При таком строгании эффективно применение рубанков с большим наклоном режущей плоскости железки к плоскости резания, обычно около 12°—15° от перпендикуляра к плоскости обработки.